# André Truyman
André Truyman (Zwijndrecht (België), 11 oktober 1932 – Antwerpen, 22 juli 2022) was een Vlaamse priester, auteur, journalist en televisiemaker.

## Biografie
Truyman wilde na de humaniora op het Koninklijk Atheneum in Antwerpen (1945-1951) dominicaan worden. Zijn ouders waren daarover niet enthousiast en adviseerden hem eerst zijn militaire dienstplicht te vervullen. Als soldaat werd hij gestationeerd in Duitsland. Toen hij op zijn 21ste afzwaaide, trad hij in bij de Orde der Predikbroeders. Zijn noviciaat vervulde hij in Gent.
Tijdens zijn studies wijsbegeerte en godgeleerdheid in Leuven kwam hij in aanraking met de Nouvelle Théologie, waarvan zijn medebroeder en landgenoot Edward Schillebeeckx een voorname representant was.
Na zijn priesterwijding op 6 augustus 1960 wilde pater Truyman gaan werken in de media. Hij zorgde zelf voor een studiebeurs en schreef zich in als graduate student Communicatiewetenschappen aan de Universiteit van Illinois in de Verenigde Staten. Na het behalen van de graad Master of Television (MTv) in 1963 keerde hij naar België terug.
Truymans publicaties over evangelisatie op radio en televisie zorgden ervoor dat hij in 1964 bij de KRO in Hilversum terechtkwam. Hij begon er als freelancer, vervolgens als chef Godsdienst Televisie en daarna als programmamaker. In de jaren zestig en tachtig deed hij voor de KRO verslag van kerkelijke gebeurtenissen, zoals de pastorale reizen van paus Johannes Paulus II. Naast reportages over levensbeschouwelijke onderwerpen maakte hij als journalist ook documentaires over sociaal-politieke en culturele aangelegenheden. Van 1966 tot 1969 en van 1976 tot 1979 werkte Truyman als eindredacteur en presentator van de tv-actualiteitenrubriek Kenmerk (KRO-IKON).
In 1969 verliet Truyman de dominicaner orde en werd seculier priester van het bisdom Haarlem. Omdat hij zonder dispensatie van de paus in het huwelijk was getreden, werd hij latae sententiae (van rechtswege) geëxcommuniceerd. Achteraf kwam hij erachter dat hij reeds in 1971 was gelaïciseerd.
Truyman werd bekroond voor zijn documentaire-reeks Grenzen (Unda Dove Prijs, 1966) en voor zijn reportage AIDS, 't is 1000 kwalen (Broeksz Prijs, 1988).
In 1994 publiceerde hij zijn semi-autobiografische roman Saint-Amour, over een priester die vanwege moeilijkheden met het celibaat uittreedt. Dit boek werd verfilmd door Eric Oosthoek en in 2001 als telefilm onder de titel Saint Amour uitgebracht; met Antonie Kamerling in de hoofdrol.
Onverwacht getroffen door een hersenbloeding, stierf André Truyman in huiselijke kring te Antwerpen op vrijdag 22 juli 2022.